# Pawło Łysiak
Pawło Łysiak (ur. 10 marca 1887 w Uhnowie, zm. 8 stycznia 1948 w Wattenscheid) – ukraiński działacz polityczny, adwokat, w latach 1928–1939 członek Centralnego Komitetu Ukraińskiego Zjednoczenia Narodowo-Demokratycznego (UNDO), poseł na Sejm V kadencji.

## Życiorys
Ukończył studia na Wydziale Prawa lwowskiego Uniwersytetu Franciszkańskiego, uzyskując stopień naukowy doktora. Zamieszkał w Żurawnie i pracował w adwokaturze. Był aktywnym działaczem społeczno-politycznym, prezesem filii Proświty i Silśkoho Hospodaria. Był redaktorem rosyjskiego czasopisma „Niediela”, tygodnika „Ukrajinśky Prapor” (Wiedeń 1919–1921), miesięcznika „Natio” (Warszawa 1926), dziennika „Nowyj Czas”, współpracownikiem „Diła” i „Krakiwskich Wistiej”. W 1938 uzyskał mandat poselski w okręgu nr 69. Zasiadał w Ukraińskiej Reprezentacji Parlamentarnej. 
Po wojnie przebywał na emigracji w zachodnich strefach okupacyjnych Niemiec.
Jego żoną była Milena Rudnycka, synem Iwan Łysiak-Rudnycki.